# Тчатчуа, Джексон
Дже́ксон Тчатчуа́ (фр. Jackson Tchatchoua; род. 23 июня 2001, Иксель) — бельгийский футболист камерунского происхождения, вингер клуба «Вулверхэмптон Уондерерс» и сборной Камеруна.

## Клубная карьера
Тчатчуа — воспитанник клубов «Стандард» и «Шарлеруа». 24 июля 2021 года в матче против своего бывшего клуба «Остенде» он дебютировал в Жюпиле лиге в составе последнего. 16 декабря в поединке против «Генка» Джексон забил свой первый гол за «Шарлеруа».